# Radical 55
El radical 55, representado por el carácter Han 廾, es uno de los 214 radicales del diccionario de Kangxi. En mandarín estándar es llamado　廾部　(gǒng bù), en japonés es llamado 廾部, きょうぶ　(kyōbu), y en coreano 공 (gong). En los textos occidentales es llamado «radical “dos manos”» o «radical “veinte”».
El radical «dos manos» aparece siempre en la parte inferior de los caracteres que están clasificados bajo este. Por ejemplo, en 弁.

## Nombres populares
- Mandarín estándar: 弄字底, nòng zì dǐ, «parte inferior de “obtener” (弄)».
- Coreano: 스물입부, seumul ip bu «Radical “veinte”».
- Japonés:　こまぬき, komanuki, «cruce de brazos»;　二十脚,　廿脚　（にじゅうあし）, nijūashi, «veinte en la parte inferior del carácter».[1]
- En occidente: radical «dos manos», radical «veinte».

## Galería
| Estilos antiguos                                 | Estilos antiguos                  | Estilos antiguos                        | Estilos antiguos                   | Estilos antiguos                   | Estilos empleados actualmente       | Estilos empleados actualmente  | Estilos empleados actualmente    | Estilos empleados actualmente   | Estilos empleados actualmente  |
|                                                  |                                   |                                         |                                    |                                    |                                     | 廾                             | 廾                               |                                 |                                |
| 甲骨文 jiǎgǔwén (escritura de huesos oraculares) | 金文 jīnwén (escritura de bronce) | 简帛 jiǎnbó (escritura de bambú y seda) | 篆文 zhuànwén (escritura de sello) | 篆文 zhuànwén (escritura de sello) | 隸書 lìshū (estilo de los escribas) | 楷書 kǎishū (estilo regular)   | 楷書 kǎishū (estilo regular)     | 行書 xǐngshū (estilo corriente) | 草書 cǎoshū (estilo de hierba) |
| 甲骨文 jiǎgǔwén (escritura de huesos oraculares) | 金文 jīnwén (escritura de bronce) | 简帛 jiǎnbó (escritura de bambú y seda) | 大篆 dàzhuàn (sello grande)        | 小篆 xiǎozhuàn (sello pequeño)     | 隸書 lìshū (estilo de los escribas) | 繁體／繁体 fántǐ (tradicional) | 简体／簡體 jiǎntǐ (simplificado) | 行書 xǐngshū (estilo corriente) | 草書 cǎoshū (estilo de hierba) |

## Caracteres con el radical 55
| trazos | carácter |
| ------ | -------- |
| + 0    | 廾       |
| + 1    | 廿 开    |
| + 2    | 弁       |
| + 3    | 异       |
| + 4    | 弃 弄 弅 |
| + 5    | 弆       |
| + 6    | 弇 弈    |
| + 7    | 弉       |
| + 12   | 弊       |